# Vespella de Gaià
Vespella de Gaià – gmina w Hiszpanii, w prowincji Tarragona, w Katalonii, o powierzchni 18,16 km². W 2011 roku gmina liczyła 395 mieszkańców.